# Larreule (Pirenei Atlantici)
Larreule è un comune francese di 165 abitanti situato nel dipartimento dei Pirenei Atlantici nella regione della Nuova Aquitania.

## Società

### Evoluzione demografica
Abitanti censiti